# Шкорић
Шкорић је српскохрватско презиме. Значајни људи са овим презименом су:
- Един Шкорић (1975), српски одбојкаш
- Златко Шкорић (1941–2019), хрватски фудбалер
- Маја Шкорић (1989), српска кошаркашица
- Мира Шкорић (1970), српска певачица
- Огњен Шкорић (1993), босанскохерцеговачки фудбалер
- Перо Шкорић (1969), српски фудбалер
- Соња Шкорић (1996), српска кантауторка